# ケイボン・ティボドー
- ケイヴォン・ティボドー

ケイボン・ティボドー（Kayvon Thibodeaux, 2000年12月15日 - ）は、アメリカ合衆国カリフォルニア州サウスロサンゼルス出身のプロアメリカンフットボール選手。NFLのニューヨーク・ジャイアンツに所属している。ポジションはアウトサイドラインバッカー。

## 経歴

### ハイスクール
高校4年目のシーズンに54タックル、18サックを記録し、USAトゥデイの高校生最優秀守備選手賞を受賞した。
高校通算で152タックル、54サックを記録した。同世代で2番目の高評価を受け、オレゴン大学へ進学した。他にはUSCやスタンフォード大学などからもオファーを受けていた。

### カレッジ
1年目の2019年シーズンは35タックル、9サックを記録し、Pac-12の新人最優秀守備選手賞を受賞した。
2020年シーズンは42タックル、3サックを記録し、Pac-12の最優秀ディフェンシブラインマン賞を受賞した。
2021年シーズンは49タックル、7サックを記録し、オールアメリカンに選出された。このシーズン終了後に2022年のNFLドラフトへアーリーエントリーした。
| シーズン | 試合 | タックル | タックル  | タックル | タックル | タックル | インターセプト   | インターセプト | インターセプト | インターセプト | インターセプト | ファンブル | ファンブル | ファンブル | ファンブル |
| シーズン | 試合 | ソロ     | アシ スト | 合計     | TfL      | サック   | イン ター セプト | ヤード         | 平均           | TD             | PD             | FR         | ヤード     | TD         | FF         |
| -------- | ---- | -------- | --------- | -------- | -------- | -------- | ---------------- | -------------- | -------------- | -------------- | -------------- | ---------- | ---------- | ---------- | ---------- |
| 2019     | 13   | 24       | 11        | 35       | 14       | 9.0      | 0                | 0              | 0.0            | 0              | 3              | 0          | 0          | 0          | 1          |
| 2020     | 7    | 25       | 17        | 42       | 9        | 3.0      | 0                | 0              | 0.0            | 0              | 3              | 0          | 0          | 0          | 0          |
| 2021     | 10   | 35       | 14        | 49       | 12       | 7.0      | 0                | 0              | 0.0            | 0              | 1              | 0          | 0          | 0          | 2          |
| 通算     | 30   | 84       | 42        | 126      | 35.5     | 19.0     | 0                | 0              | 0.0            | 0              | 7              | 0          | 0          | 0          | 3          |

### ニューヨーク・ジャイアンツ
| 6 ft 4 in (193 cm) | 254 lb (115 kg) | 33+1⁄8 in (84 cm) | 9+3⁄4 in (25 cm) | 4.58 s | 1.56 s | 2.64 s | 4.38 s | 7.23 s | 9 ft 11 in (3.02 m) | 27 回 |
| Source:            |                 |                   |                  |        |        |        |        |        |                     |       |

2022年のNFLドラフトにて全体5位でニューヨーク・ジャイアンツから指名された。その後、2022年5月16日に4年総額3,130万ドルのルーキー契約を結んだ。

#### 2022年シーズン
開幕前のプレシーズンマッチのシンシナティ・ベンガルズ戦で右膝の内側側副靱帯を損傷し、復帰まで3〜4週間と診断された。開幕後、第3週のダラス・カウボーイズ戦で初出場した。第6週のボルチモア・レイブンズ戦ではラマー・ジャクソンからキャリア初となるサックに加え、勝利を決めるファンブルを誘発した。第15週のワシントン・コマンダース戦ではファンブルしたボールをリカバーしてキャリア初となるタッチダウンを記録し、勝利に貢献。NFCの週間最優秀守備選手に選出された。第17週のインディアナポリス・コルツ戦でニック・フォールズからサックを記録したが、このプレーでフォールズが肋骨を負傷して苦しんでいるにもかかわらず、横でスノーエンジェルのセレブレーションを続けた。反則や罰金などは科せられなかったが、ファンやアナリスト、コルツの選手から批判された。シーズン全体で49タックル、4サック、5つのパスディフレクションを記録し、オールルーキーチームに選出された。

#### 2023年シーズン
全試合に先発出場し、50タックル、11.5サックを記録した。

#### 2024年シーズン
第5週のシアトル・シーホークス戦で手首を負傷し手術を受けたため、中盤5試合を欠場した。バイウィーク明けから復帰し、シーズンでは12試合に先発して28タックル、5.5サックを記録した。

#### 2025年シーズン
2025年4月24日、チームから5年目の契約オプションを行使された。

## 人物
2021年7月にナイキのCEOのフィル・ナイト、シューズデザイナーのティンカー・ハットフィールドとコラボし、非代替性トークンのアートワークをデザインしている。また、同年9月には独自の暗号通貨「$JREAM」を立ち上げている。
叔父の影響で幼少期からチェスに興じており、オンライン対戦で腕を磨いた。本人もチェスがフットボールのスキルを磨くのに役立ったと語っている。

## 詳細情報

### 年度別成績

#### レギュラーシーズン
| シーズン | チーム | 試合 | 試合 | タックル | タックル | タックル  | タックル | ファンブル | ファンブル | ファンブル | インターセプト   | インターセプト | インターセプト | インターセプト | インターセプト | インターセプト |
| シーズン | チーム | 試合 | 先発 | 合計     | ソロ     | アシ スト | サック   | FF         | FR         | ヤード     | イン ター セプト | ヤード         | 平均           | 最長           | TD             | PD             |
| -------- | ------ | ---- | ---- | -------- | -------- | --------- | -------- | ---------- | ---------- | ---------- | ---------------- | -------------- | -------------- | -------------- | -------------- | -------------- |
| 2022     | NYG    | 14   | 14   | 49       | 33       | 16        | 4.0      | 2          | 2          | 1          | 0                | 0              | 0              | 0              | 0              | 5              |
| 2023     | NYG    | 17   | 17   | 50       | 26       | 24        | 11.5     | 3          | 1          | 0          | 0                | 0              | 0              | 0              | 0              | 4              |
| 2024     | NYG    | 12   | 12   | 28       | 14       | 14        | 5.5      | 1          | 0          | 0          | 0                | 0              | 0              | 0              | 0              | 2              |
| 通算     | 通算   | 43   | 43   | 127      | 73       | 54        | 21.0     | 6          | 3          | 1          | 0                | 0              | 0.0            | 0              | 0              | 11             |

#### ポストシーズン
| シーズン | チーム | 試合 | 試合 | タックル | タックル | タックル  | タックル | ファンブル | ファンブル | ファンブル | インターセプト   | インターセプト | インターセプト | インターセプト | インターセプト | インターセプト |
| シーズン | チーム | 試合 | 先発 | 合計     | ソロ     | アシ スト | サック   | FF         | FR         | ヤード     | イン ター セプト | ヤード         | 平均           | 最長           | TD             | PD             |
| -------- | ------ | ---- | ---- | -------- | -------- | --------- | -------- | ---------- | ---------- | ---------- | ---------------- | -------------- | -------------- | -------------- | -------------- | -------------- |
| 2022     | NYG    | 2    | 2    | 11       | 7        | 4         | 0.0      | 0          | 0          | 0          | 0                | 0              | 0.0            | 0              | 0              | 0              |
| 通算     | 通算   | 2    | 2    | 11       | 7        | 4         | 0.0      | 0          | 0          | 0          | 0                | 0              | 0.0            | 0              | 0              | 0              |

- 2024年度シーズン終了時